# Elke Ferner
Elke Ferner (Idar-Oberstein, 5 mai 1958) est une femme politique allemande.